# 浜田和幸
浜田 和幸（濵田 和幸、はまだ かずゆき、1953年3月17日 - ）は、日本の政治家、国際政治経済学者。
参議院議員（1期）、総務大臣政務官（菅直人第2次改造内閣）、外務大臣政務官（野田内閣・野田第1次改造内閣・野田第2次改造内閣・野田第3次改造内閣）、国民新党政務調査会長、同幹事長（第4代）兼代表代行、次世代の党選挙対策委員長（第2代）、日本のこころを大切にする党議員総会長などを歴任。

## 概要
鳥取県米子市出身。新日本製鐵、米戦略国際問題研究所、米議会調査局等を経て、2010年参院選にて鳥取県選挙区から立候補し当選。総務大臣政務官や外務大臣政務官を歴任。
専門は「技術と社会の未来予測」「国家と個人の安全保障」「長寿企業の戦略経営」。米ワシントン・ロータリー・クラブ米日友好委員長、発明王エジソン生誕150周年祝賀事業実行委員長、日本バイオベンチャー推進協会理事、国連大学ミレニアム・プロジェクト委員、特許庁工業所有権副読本選定普及委員、鳥取県公園都市推進事業委員などを歴任。 テレビ、ラジオのコメンテーターも務めた。

## 経歴

### 生い立ち～学生時代
米子市生まれ。父は国鉄職員、母は農家の出身。鳥取県立米子東高等学校を卒業。東京外国語大学外国語学部中国語学科に進学。1975年に卒業し、新日本製鐵に入社。

### 国際政治経済学者として
その後ジョージ・ワシントン大学大学院で政治学博士号を取得。1987年から戦略国際問題研究所主任研究員、1995年からアメリカ連邦議会調査局経済部コンサルタントを務めた。1997年、国際未来科学研究所を設立した。また、ワシントンロータリークラブ米日友好委員長、発明王エジソン生誕150周年祝賀事業実行委員長、日本バイオベンチャー推進協会理事、国連大学ミレニアム・プロジェクト委員、特許庁工業所有権副読本選定普及委員、鳥取県公園都市推進事業委員などを歴任。

### 政治家として

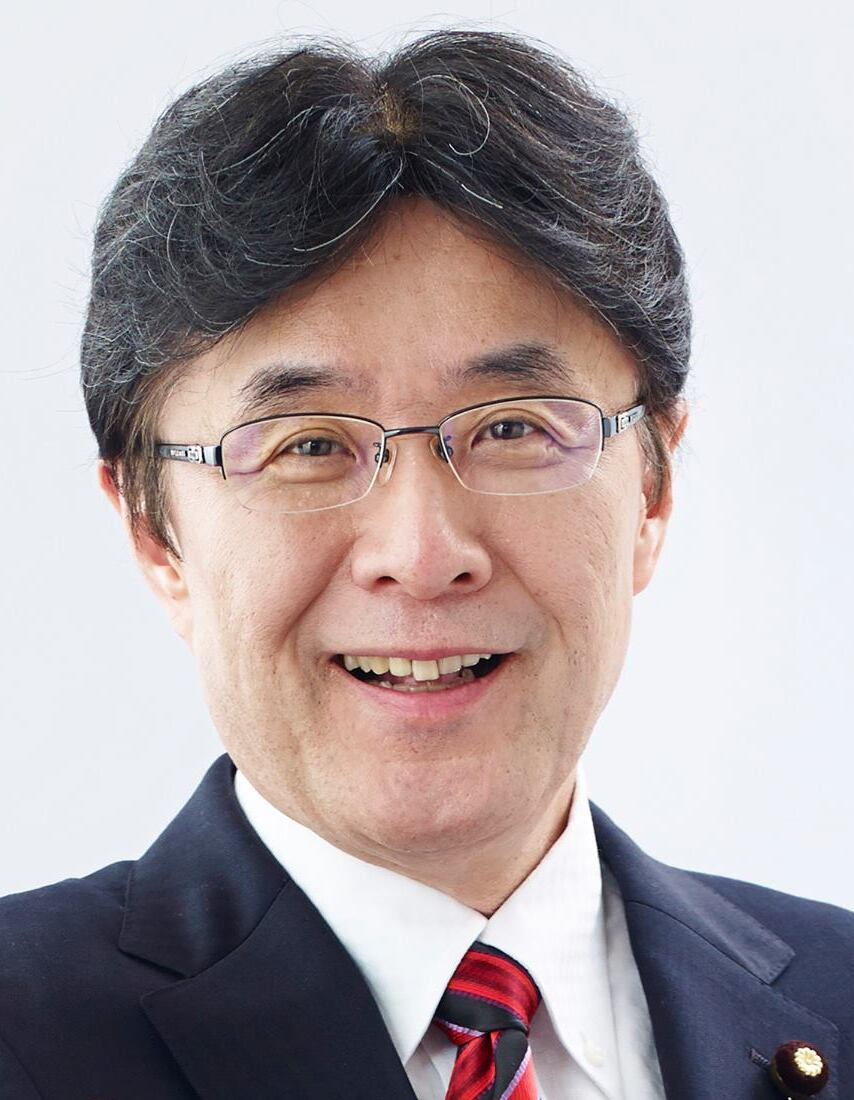
外務大臣政務官時に公表された肖像写真

2010年、第22回参議院議員通常選挙に自由民主党公認で鳥取県選挙区から出馬。地元選出の石破茂自民党政調会長らの支援を受け、初当選を果たした。
2011年6月27日、枝野幸男内閣官房長官を通じて菅直人首相から3月11日に発生した東日本大震災の復興を担当する総務大臣政務官への就任の要請を受けて、翌日、自由民主党に離党届を提出して、総務大臣政務官に就任した。なお浜田の引き抜きに対し、直属の上司にあたる総務大臣の片山善博は不快感を表明した。
浜田の離党、総務大臣政務官就任に反発した自民党は7月5日、党紀委員会で浜田の離党届を受理せず、除名処分を決定した。浜田の引き抜きへの関与が取り沙汰された亀井静香は「いま政治家に求められているのは、日本国が直面する未曾有の危機をどう克服するかという、きわめて緊急かつ重大な役割なのだ」と述べ、浜田を擁護した。また村上正邦元自民党参議院議員会長は「新しい参議院議員としての第一歩を雄々しく踏み出した勇気ある行動」と浜田の行動を評価した。
続く野田内閣では外務大臣政務官に起用されている。
2011年12月29日、国民新党に入党。
国際的な子の奪取の民事上の側面に関する条約を日本が批准するか否かの問題に関してセミナーで講演し、2012年4月時点において、国際社会が持つ価値観に大いに関係する課題であるとの認識のもと、外務省が同条約の批准を最優先課題にしていることを明らかにした。
2012年4月、消費税増税法案への閣議決定に反対した国民新党代表の亀井静香と亀井亜紀子への解任騒動後、同党の代表代行兼政務調査会長に就任。
2012年12月、第46回衆議院議員総選挙において落選した下地幹郎の後任として同党の幹事長に就任。
2013年2月27日、野間健と共に国民新党からの離党を表明したが、同年3月8日に離党を撤回（野間は離党）。
2013年3月21日、国民新党解党により無所属に。
同年7月24日、無所属で同年の参議院議員選挙に当選した平野達男とともに参議院院内会派「新党改革・無所属の会」に入会。
2014年11月20日、次世代の党入党を発表、翌21日の同党総務会で正式に承認された。入党の理由については「自主憲法の制定を綱領に掲げ北朝鮮による拉致問題に積極的に取り組む次世代の党の政治姿勢に共感した」としている。
2016年4月13日、日本のこころを大切にする党（次世代の党から党名変更）を離党。同時におおさか維新の会に入党を打診した。26日におおさか維新の会への入党が了承され、次期参院選の全国比例代表公認候補者として発表された。
同年5月27日、熊本地震の被災地支援関連法案などを審議する参院本会議を欠席し、維新府議団・市議団の会合に出席し、「今日は顔見世興行です。本会議があるが、欠席届を出して皆さんにあいさつに来た」と説明し参院選への支援を呼びかけた。翌28日に、おおさか維新の会の松井一郎代表は「自分の選挙だけのために休んで、支援要請した。公認できない」と浜田の行動を問題視し、31日に同党は浜田の公認取り消しを発表した。浜田は「一方的な公認の取り消しは理不尽」として5月31日付で離党届を提出し、6月1日付で受理された。
同年7月の第24回参議院議員通常選挙では東京都選挙区から無所属で出馬するが、落選。
2023年、旭日中綬章受章。

## 政策・主張
- 脱北者が日本に定着できるように、脱北者を雇用した事業主に対し、雇用促進の見地から助成金を支給することなどを国会で提案している[29]。
- アメリカ同時多発テロ事件が保険金狙いだったことを示唆する発言を繰り返している[30]。
- 日本の国益を重視する立場から、日本の金融資産、技術、資源がアメリカ、中国を中心とする外国へ流出することに対する警鐘を鳴らしている。2004年の段階で、アメリカを中心とした海外投資家による日本企業の買収につながるとして三角合併の導入に反対し、日本国民の金融資産がアメリカの金融機関に流出するとして郵政民営化を批判していた[31]。中国については、日本との歴史的なかかわりを蒸し返して日本の持つ技術や資金を巻き上げていると指摘し、その具体例として、遺棄化学兵器問題を挙げた[32]。浜田は、日中間の20世紀前半の戦争の歴史に関して、「中国は過去の歴史を梃子にすれば、日本からはありとあらゆる譲歩を獲得することができると考えている」として、「魔法の杖」のように扱われていると評している[33]。
- 遺伝子組み換え作物への依存により発展途上国の農民の生活が立ち行かなくなった事例があることを指摘し、さらに、遺伝子組み換え作物を通じた一部企業による食糧支配に対する警鐘を鳴らした[34]。
- 新潮45の2005年3月号に「スマトラ沖地震に隠された仰天情報」との論文を寄稿した。この中で浜田はスマトラ島沖地震が「地震兵器」、「津波兵器」により引き起こされた可能性があるとし、アメリカの関与を示唆した。また総務大臣政務官就任後、2011年7月の衆議院東日本大震災復興特別委員会で「地震や津波を人工的に起こすのは技術的に可能で、国際政治、軍事上で常識化されている」と持論を展開した[35]。
- 自民党時代には「TPP参加の即時撤回を求める会」に参加しており、環太平洋戦略的経済連携協定（TPP）の日本に対する影響が農業には限られず、広く医療、教育、保険、司法、会計、公共事業などに及び、何らの対応策をとらないままだと「TPPという黒船に日本がつぶされる」と警告した[36]。浜田は、TPPを「アメリカに都合の良い『日本改造計画』にほかならない」と評価しており、2011年の時点で交渉中の拡大TPPの案文がアメリカ主導で作成されていることを指摘した。
- 選択的夫婦別姓制度導入について、2010年の毎日新聞の調査では、反対[37]としていた。2016年の朝日新聞の調査では、「どちらとも言えない」としている[38]。

## 騒動
- 2016年、浜田の元政策秘書が、知人を装い自分の母親宛てに「息子を殺す」と脅迫する手紙を出したなどとして、脅迫と虚偽告訴の疑いで逮捕された[39]。
- 2016年5月27日、参院本会議を欠席して維新府議団・市議団の会合に出席したことに関して、松井一郎・おおさか維新代表は「維新の政治哲学と全く相いれない」として、公認を取り消すと明言した[40]。

## 所属議員連盟
- 神道政治連盟国会議員懇談会[41]

## 人物
- 学生時代の知人にアメリカ人の神父がおり、その神父の家では英語のニュース雑誌を読み耽った[3]。また、夜中にラジオから聞こえてくる中国語の放送を聴き、海外情勢に関心を抱いた[3]。
- 自民党時代は質問主意書制度の仕組みを活用しており、質問主意書の提出数は自民党参議院議員の中でもトップクラスであった[42]。質問主意書や委員会での質問の中で、外国人参政権問題、TPP、中国大使館都内一等地買収問題、エネルギー問題について早期から問題提起してきた。なお浜田が提出した「住民投票条例に基づく外国人の投票権に関する質問主意書」[43]に対し、菅直人内閣は、外国人に住民投票条例によって投票権を付与することは国民主権原理に違反しないと答弁した[44]。
- 総務大臣政務官就任後、自らの政務官としての職務は復興対策本部において国際的な復興支援体制の枠組みを構築することであると 月刊日本に寄せた手記で語っている[45]。同手記において、浜田は、将来の民主党入りを否定している[45]。その後、浜田は、自らのブログなどで、自らが率いる「特命チーム」が、東日本大震災による津波と福島第一原子力発電所事故により発生した放射能に汚染されたガレキの処理についての国際協力の在り方を検討し、各国からの情報収集を行っていることを明らかにしたが、その後の進展を伝える記事はなく、何らかの検討がなされたかどうかの公的文書は存在しない。

## 総務大臣政務官就任当時になされた報道
- 1980年代に出入国管理法違反（偽装結婚）の疑いで警察が内偵、自宅を調べ、浜田が籍を置いていた末次一郎事務所に事情を聞きに来たと週刊新潮に報じられた。浜田は日本での在留資格が得られず本国へ強制送還される可能性のあった中国人女性への憐憫の情が愛情に変わり、2、3年籍を入れていたことがあったと取材に応えている。末次は沖縄返還の陰の立役者で北方領土返還運動に尽力、歴代総理の指南役も務め、浜田自身も学生時代を含め10年以上世話になった人物で、当時末次事務所の同僚だった吹浦忠正は「浜田の偽装結婚が問題になったことは事実。警察も事務所に来た。末次に破門され、以後出入り停止となったままだ」と言う[46][47]が、浜田は「破門されたなんてことはなく、警察の人が来たとか事情を聞かれたなんて初耳だ」としている[46]。
- 2010年の参院選で自民党鳥取県連が浜田の選挙費用や政治活動費など約4776万円を立て替えたが、うち2000万円は県連が寄付することとし、2010年9月末の時点で約2776万円の借金が確定した。その後、約2776万円を無利子で4年間で返却する内容の契約書が交わされ、2011年4月末に1回目の約694万円が返却された。自民党からの除名後、県連からの早期返済を求める動きを受けて、浜田は「契約に従って、あと3年かけて全額を返す」とコメントした[48]。
- 2011年7月、前年7月の任期開始時点で浜田が東京都世田谷区の住宅街に所有していた土地約100平方メートルと2階建て住宅[49]および同住宅の新築時に本人名義で信用保証会社から借りた借入金[50]を、今年1月に公開された参院議員の資産報告書に記載していなかったことが発覚した。その後、資産報告書の訂正報告がなされた[51]。

## 著書

### 単著
1990年代
- 知的未来学入門（新潮社, 1994年）
- 快人エジソン――奇才は21世紀に甦る（日本経済新聞社, 1996年／日経ビジネス人文庫, 2000年）
- ヘッジファンド――21世紀の妖怪（文藝春秋［文春新書］, 1999年）
- 「日本抜き」ゲーム――千年帝国アメリカの野望（PHP研究所, 1999年）

2000年代
- たかられる大国・日本――中国とアメリカ、その驚くべき“寄生"の手口（祥伝社, 2000年／祥伝社黄金文庫, 2005年）
- ネット・ウォーズ――世界情報戦争の読み方（PHP研究所［PHP新書］, 2000年）
- サイバーテロ――ITと金融ビジネスのアキレス腱（PHP研究所, 2000年）
- 2001-3000――浜田和幸と100人の未来学者（イースト・プレス, 2000年）
- 乗っ取られる大国・日本――「金」「土地」「先端技術」を吸い上げるアメリカの戦略（祥伝社, 2001年）
- 日本にとって「国益」とは何か――アメリカ、中国の「国益ビジネス」と戦うために（祥伝社, 2002年）
- アフガン暗黒回廊――アメリカ「軍産複合地下帝国」の陰謀（講談社, 2002年／「ブッシュの終わりなき世界戦争」に改題, 講談社＋α文庫, 2002年）
- ブッシュの終わりなき世界戦争 (講談社プラスアルファ文庫, 2002年)
- 通貨バトルロワイアル（集英社インターナショナル, 2003年）
- チャイナ・コントロール――米中覇権戦争を見据えた日本の国家戦略（祥伝社, 2003年）
- ウォーター・マネー――石油から水へ世界覇権戦争（光文社［光文社ペーパーバックス], 2003年）
- エジソンの言葉――ヒラメキのつくりかた（大和書房, 2003年）
- イラク戦争：日本の分け前――ビジネスとしての自衛隊派兵（光文社［光文社ペーパーバックス］, 2004年）
- 悪魔の情報戦争――イラク、北朝鮮、ブッシュ小泉、新生銀行上場、宇宙大戦…隠された「真実」を看破する戦略的視点（ビジネス社, 2004年）
- 黒いホワイトハウス――今なお消えぬケネディ家の呪い（祥伝社, 2004年）
- ハゲタカが嗤った日――リップルウッド＝新生銀行の隠された真実(集英社インターナショナル, 2004年）
- 胡錦涛の反日行動計画（祥伝社, 2005年)
- 未来ビジネスを読む-10年後を知るための知的技術（光文社［光文社ペーパーバックス］, 2005年）
- 胡錦濤の反日行動計画（祥伝社, 2005年）
- 団塊世代のアンチエイジング―平均寿命150歳時代の到来 (光文社[光文社ペーパーバックス], 2007年)
- 北京五輪に群がる赤いハゲタカの罠（祥伝社, 2008年）
- 「国力」会議（祥伝社, 2008年）
- ウォーター・マネー「水資源大国」日本の逆襲（光文社［光文社ペーパーバックス], 2008年）
- 石油の支配者（文藝春秋［文春新書］, 2008年）
- 「大恐慌」以後の世界（光文社［光文社ペーパーバックス], 2008年）
- 未来を創るエジソン発想法（幸福の科学出版, 2009年）
- 食糧争奪戦争（学研［学研新書］, 2009年）
- オバマの仮面を剥ぐ（光文社ペーパーバックス, 2009年）
- ノーベル平和賞の虚構（宝島社, 2009年）

2010年代
- 『中国最大の弱点、それは水だ！－水ビジネスに賭ける日本の戦略』角川マーケティング〈角川SSC新書〉、2011年。
- 『恐るべきTPPの正体－アメリカの陰謀を暴く』角川マーケティング、2011年。
- 『政治力と戦略で読み解く武器としての超現代史』学研プラス、2016年5月。ISBN 978-4-05-406448-5。
- 『この国の本当のかたち 数字で見る日本の実力』廣済堂出版〈廣済堂新書〉、2016年5月。ISBN 978-4-331-52022-2。
- 『未来の大国 2030年、世界地図が塗り替わる』祥伝社〈祥伝社新書〉、2019年9月。ISBN 978-4-396-11582-1。

2020年代
- 『イーロン・マスク次の標的 「IoBビジネス」とは何か』祥伝社〈祥伝社新書〉、2021年6月。ISBN 978-4-396-11632-3。
- 『世界のトップを操る“ディープレディ”たち！』ワック、2022年3月。ISBN 978-4-89831-861-4。新書判

### 共著
- （田久保忠衛・十市勉・吉田忠雄・南雲弘行)大転換期を迎える国際秩序』（エネルギー問題研究会編. 富士社会教育センター, 2009年)

## 出演番組
- HOT'n HOT お気に入りに追加!（ニッポン放送）
- 青葉ひかるのガンバレ日本（ラジオ日本）
- ブロードキャスター（TBS系）
- ミッキー安川のずばり勝負（ラジオ日本）
- サンデースクランブル（テレビ朝日系）
- スーパーモーニング（テレビ朝日系）
- 日曜討論（NHK）
- ビートたけしのTVタックル（テレビ朝日系） - 大竹まことからは「ホワイトハマコーさん」と呼ばれていた。
- 浜田和幸の世界情報探検隊（1998年4月6日 - 2010年1月25日、毎週月曜日 山陰放送）
- マーケット・トレンド（2011年4月7日 - 9月29日、毎週木曜日 ラジオNIKKEI）
- 日本よ、今...「闘論！倒論！討論！」（日本文化チャンネル桜）